# Върбан Панов
Върбан Ангелов Панов е български хайдутин, участник в Берковското въстание през 1837 г.
Върбан Панов е родом от село Белимел, движил се в Западна Стара планина. Един от ръководителите е на Берковското въстание през 1837 г. Събрал чета на 4 ноември 1836 г. в Чипровския манастир от около 2000 души. Заедно с Кръстьо Нешин от село Копиловци ръководят отбраната на позицията при връх Митириза на 23 ноември 1837 г. Предаден от роднината му Младен Колов бива заловен от турците. Принудили го от руините на къщата му да си издигне бесилка, и като го обесили в местността Клисура близо до родното му село, се разпоредили да виси там четиридесет дена. Българи обаче убиват пазачите и го погребват заедно с други седемнадесет убити въстаници.
Водената от Върбан Панов и Кръстьо Нешин чета наброявала 2000 четници, от които само една четвърт са въоръжени с огнестрелно оръжие. След като от Сърбия не пристига чаканата от въстаниците помощ, те решават да се бият до последно. Турските въоръжени отряди от Берковица стигат до района на Белимел и след голямо изчакване предприемат атака. Невъоръжените с пушки четници напускат мястото на сражението. Останалите въстаници водят битката до падането на нощта и се изтеглят в разразилата се снежна виелица. Някои успяват да стигнат до Сърбия, а други са укрити в селата от този район.